# سا ایرا (اپرا)
«سا ایرا» (Ça Ira) آلبومی از هنرمند اهل بریتانیا راجر واترز است که در سال ۲۰۰۵ میلادی منتشر شد.
نام این اپرا به سرود انقلابی فرانسوی، سا ایرا، که در طول انقلاب فرانسه خوانده می‌شد دارد.